# Ngọc Đào
Ngọc Đào là một xã thuộc huyện Hà Quảng, tỉnh Cao Bằng, Việt Nam.

## Địa lý
Xã Ngọc Đào nằm ở phía đông huyện Hà Quảng, có vị trí địa lý:
- Phía đông giáp xã Mã Ba
- Phía tây và phía nam giáp huyện Hòa An
- Phía bắc giáp thị trấn Xuân Hòa và các xã Hồng Sỹ, Thượng Thôn.

Xã Ngọc Đào có diện tích 39,68 km², dân số năm 2019 là 5.115 người, mật độ dân số đạt 129 người/km².
Trên địa bàn xã Ngọc Đào có các ngọn núi như Phja Mạ, Pác Khoang, Khau Rục, Tềng Khoen. Ngọc Đào có hồ Kẻ Hiệt và hồ Bản Nưa, có suối Phù Ngọc, một phụ lưu của sông Bằng. Ngoài ra, xã còn có di tích lịch sử Khuổi Sấn. Tỉnh lộ 203 cũng chạy qua địa bàn xã.

## Hành chính
Xã Ngọc Đào được chia thành 13 xóm: Phố Nà Giàng, Bản Bó, Bản Chá, Bản Hà, Cốc Chủ, Dộc Kít, Đào Bắc, Đào Nam, Kẻ Hiệt, Kéo Chang, Lũng Nọi, Nà Giảo, Nà Rặc.

## Lịch sử
Địa bàn xã Ngọc Đào hiện nay trước đây vốn là hai xã Phù Ngọc và Đào Ngạn thuộc huyện Hà Quảng.
Ngày 9 tháng 9 năm 2019, Hội đồng Nhân dân tỉnh Cao Bằng ban hành Nghị quyết số 27/NQ-HĐND về việc sáp nhập một số xóm thuộc hai xã Phù Ngọc và Đào Ngạn.
Trước khi sáp nhập, xã Đào Ngạn có diện tích 17,25 km², dân số là 1.986 người, mật độ dân số đạt 115 người/km², có 5 xóm: Bản Hà, Đào Bắc, Đào Nam, Kẻ Hiệt, Kéo Chang. Xã Phù Ngọc có diện tích 22,43 km², dân số là 3.129 người, mật độ dân số đạt 140 người/km², có 8 xóm: Phố Nà Giàng, Bản Bó, Cốc Chủ, Bản Chá, Dộc Kít, Lũng Nọi, Nà Giảo, Nà Rặc.
Ngày 10 tháng 1 năm 2020, Ủy ban Thường vụ Quốc hội ban hành Nghị quyết số 864/NQ-UBTVQH14 về việc sắp xếp các đơn vị hành chính cấp huyện, cấp xã thuộc tỉnh Cao Bằng (nghị quyết có hiệu lực từ ngày 1 tháng 2 năm 2020). Theo đó, sáp nhập toàn bộ diện tích và dân số của hai xã Đào Ngạn và Phù Ngọc thành xã Ngọc Đào.